# Lew Siedow

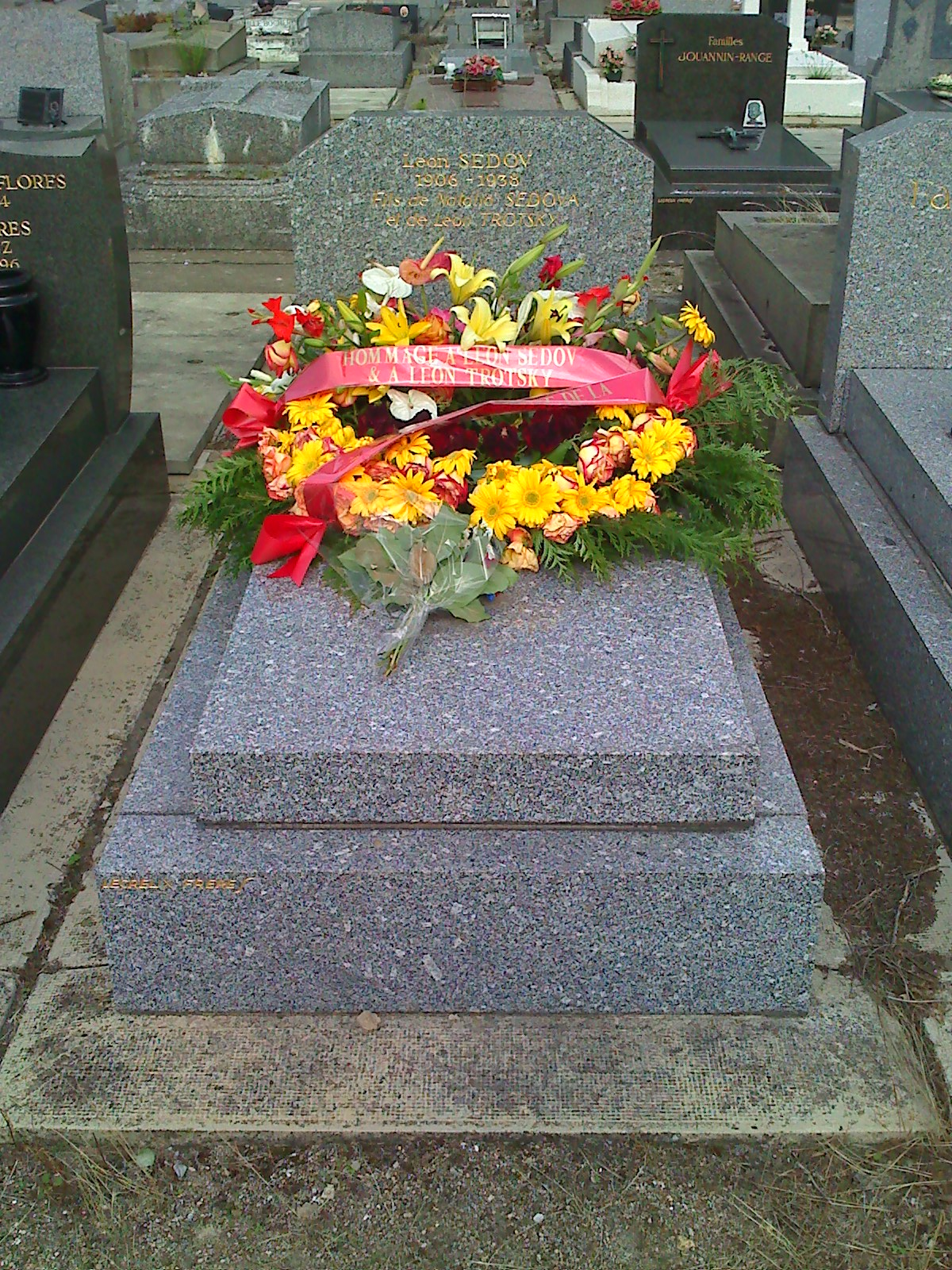
Nagrobek Siedowa na cmentarzu w Thiais

Lew (Leon) Lwowicz Siedow (ur. 24 lutego 1906 w Petersburgu, zm. 16 lutego 1938 w Paryżu) – działacz trockistowski, syn Lwa Trockiego.

## Wczesna działalność
Był trzecim dzieckiem Lwa Trockiego (po córkach Zinaidzie i Ninie z małżeństwa z Aleksandrą Sokołowską) i starszym synem urodzonym w związku z Natalią Siedową. Od najmłodszych lat był wychowywany w duchu marksistowskim i wcześnie zaczął przejawiać zainteresowanie polityką. Po rewolucji październikowej wstąpił ochotniczo do Komsomołu. Jako siedemnastolatek wyprowadził się z domu rodzinnego i zamieszkał w komunie złożonej z podobnie nastawionych do życia młodych ludzi.
Ukończył studia inżynierskie, w 1926 ożenił się z robotnicą Anną Metallikową, z którą miał syna Lwa. W Komsomole został jednym z liderów skrzydła antybiurokratycznego, sprzyjającego Lewicowej Opozycji, na czele której stał jego ojciec. W 1928, choć nie został formalnie wygnany, zdecydował się wyjechać na zesłanie do Ałma-Aty razem z rodzicami. Zaczął organizować podziemną sieć współpracowników Trockiego i kontakt z innymi zesłańcami politycznymi, licząc na powrót do walki o władzę i dalszy kierunek przemian w ZSRR.

## Działalność w ruchu trockistowskim
W 1929 został razem z ojcem wydalony z kraju i wyjechał z rodziną do Turcji. Współtworzył „Biuletyn Opozycji”, mimo coraz częstszych konfliktów z Trockim. W tym czasie nawiązał romans z trockistką Jeanne Martin des Pallières. Organizował grupy trockistów w Berlinie, a następnie w Paryżu. Zniechęcony ciągłymi sporami personalnymi i teoretycznymi w powoływanych sekcjach, Siedow blisko zaprzyjaźnił się z Rosjaninem Markiem Zborowskim (ps. Etienne), który był agentem INO NKWD. Zborowski, mając dostęp do wszystkich numerów „Biuletynu Opozycji” przed ich wydaniem, jak i do przygotowywanych prac teoretycznych Trockiego (w których wydawaniu uczestniczył Siedow), mógł regularnie przesyłać je do Moskwy.
Ostateczna decyzja o likwidacji Siedowa została w Moskwie podjęta po tym, kiedy francuscy trockiści z nim na czele opracowali Czerwoną księgę procesu moskiewskiego (Le livre rouge sur le procès de Moscou), w której odpowiadali na zarzuty postawione byłym radzieckim opozycjonistom w pierwszym procesie moskiewskim.
W styczniu 1938 Siedow zaczął uskarżać się na bóle brzucha i 8 lutego znalazł się w klinice prowadzonej przez rosyjskich białych emigrantów z podejrzeniem zapalenia wyrostka robaczkowego. Chociaż został zarejestrowany jako „inżynier francuski”, nie ukrywał rosyjskiego pochodzenia. Po pierwszej, udanej operacji, nieoczekiwanie zaczął majaczyć. Zmarł 16 lutego 1938 po drugiej operacji w szpitalu w Paryżu. Środowiska trockistowskie natychmiast oskarżyły personel medyczny o celowy mord na działaczu antystalinowskim, powołując się na fakt, że wielu dawnych białych Rosjan – lub podających się za nich – w rzeczywistości podjęło w latach 30. współpracę z wywiadem radzieckim. Sprawa nie została jednak całkowicie wyjaśniona.